# 格里什鎮區 (密歇根州)
格里什鎮區（英語：Gerrish Township）是位於美國密歇根州羅斯康芒縣的一個行政鎮區。

## 地方資料
格里什鎮區的面積為96.43平方千米，當中陸地面積為71.48平方千米，而水域面積為24.94平方千米。根據2020年美國人口普查的數據，當地共有人口2796人，而人口密度為每平方千米29人。